# Christian Michael Adolphi
Christian Michael Adolphi (* 14. August 1676 in Hirschberg, Schlesien; † 13. Oktober 1753 in Leipzig) war ein deutscher Arzt.

## Leben
Christian Michael Adolphi war ein Sohn des reichen Kaufmanns Balthasar Adolphi zu Hirschberg in der Niederlausitz. Er besuchte das Gymnasium in Breslau, das er bereits mit 16 Jahren absolvierte. 1693 begab er sich nach Leipzig, wo er zuerst Philosophie, dann Medizin studierte. 1701 hörte er in Halle die Vorlesungen von Georg Ernst Stahl und Friedrich Hoffmann. Nach einer langen Grand Tour durch Deutschland, die Schweiz, Holland, Frankreich – wo er acht Monate in Paris verweilte – und England begab er sich nach Utrecht, wo er 1702 promovierte. Nach kurzem Aufenthalt in seiner Vaterstadt begab er sich 1703 nach Leipzig, wo er den Rest seines Lebens verbrachte. Er arbeitete hier als praktischer Arzt und Universitätsdozent, wurde 1706 Mitglied des Frauen-Kollegiums sowie 1713 mit dem akademischen Beinamen Aetius II. in die Leopoldina aufgenommen und trat 1722 in die medizinische Fakultät ein. 1753 erlag er im Alter von 77 Jahren einem längeren Leiden.
Außer zahlreichen Beiträgen zum 1., 2. und 10. Band der Akten der kaiserlichen Akademie der Naturforscher und zu den Breslauer Sammlungen verfasste Adolphi 28 kleine akademische, vorzugsweise die medizinische Geographie, Balneologie und Hygiene behandelnde Schriften, die nach den Materien geordnet in acht Faszikeln (Leipzig 1725–47) erschienen sind. Adolphi war einer der ersten deutschen Ärzte, die der medizinischen Topographie Aufmerksamkeit schenkten; er schrieb über Die Krankheiten in Schlesien und über Heilsamkeit der Bergluft.

## Schriften (Auswahl)
- Trias dissertationum physico-medicarum ad chronographiam medicum spectantium. Leipzig 1725.
- Trias dissertationum medicarum ad diaeteticam potissimum spectantium. Leipzig 1726.
- Trias dissertationum medicarum pathologico-therapeuticarum, nimirum de morbis frequentioribus et gravioribus pro sexus differentia. Leipzig 1727.
- De equitationis usu medico. Leipzig 1729.
- Tractatus de fontibus quibusdam soteriis. Leipzig 1733.
- Dissertationes physico-medicae selectae varii argumenti, in universitate Lipsiensi diversis temporibus conscriptae. Leipzig 1747.